# Псевдодвійник
Псевдодвійник (рос. псевдодвойник, англ. pseudo-twin, нім. Pseudodoppelgänger m) — закономірні зростання кристалів одного й того ж мінералу, індивіди яких, на відміну від двійників, зростаються гранями не однієї й тієї самої простої форми. Інколи цим терміном визначають незакономірні зростання кристалів однакових мінералів, індивіди яких займають положення, близьке до двійникового.